# Gypsophila uralensis
Gypsophila uralensis är en nejlikväxtart som beskrevs av Christian Friedrich Lessing. Gypsophila uralensis ingår i släktet slöjor, och familjen nejlikväxter. Inga underarter finns listade i Catalogue of Life.